# 文明論之概略
『文明論之概略』（ぶんめいろんのがいりゃく）は、福澤諭吉の著書。初版は1875年（明治8年）8月20日に刊行され、全6巻10章より成る。
西洋と日本の文明を比較した文明論説で、1877年刊行の田口卯吉（鼎軒）『日本開化小史』と共に、明治初期（文明開化期）の在野史学における代表的な著作とされる。

## 構成
緒　言
巻之一
第一章 議論の本位を定る事
第二章 西洋の文明を目的とする事
第三章 文明の本旨を論ず
巻之二
第四章 一国人民の智徳を論ず
第五章 前論の続
巻之三
第六章 智徳の弁
巻之四
第七章 智徳の行わるべき時代と場所とを論ず
第八章 西洋文明の由来
巻之五
第九章 日本文明の由来
巻之六
第十章 自国の独立を論ず

## 内容

### 歴史
東洋及び日本の停滞について中近世武家政権暗黒史観で語られ、幕府による天皇と僧の支配、儒教の弊害を原因に挙げている。
西洋についても中世暗黒史観とプロテスタントによる復興史観で語られる。

### 天皇
明治時代の多くの知識人は、皇室の永続性というドグマを受け入れ、誇りとしており、福澤諭吉も、王室（本書では一貫して王室表記）は近代化を推進する要素だと見なしていた。『文明論之概略』の「第2章　西洋の文明を目的とする事」の一節にて、福澤諭吉は以下の持論を展開している。

### 外交
攘夷論者は兵力さえあればと言うが、千の軍艦があれば万の商船があるほどの国力があって然るべきであり、それどころか兵器の国産化もできていないと批判。逆に世界各国の人が訪日するのを見て訪日ブームなどと思っている者に対しては、所詮は茶と絹糸と寄留地扱いに過ぎないとして批判する。

## 成立
福澤自身の解説によると、明治七年から八年の頃になると、日本国内も落ち着き、人々も考えが熟すようになったので、この機会に年配の儒教学者を洋学者の味方にしようと思いついて著した著作であり、読者が50歳以上の老人と想定して、特に文字を大きくして読みやすくし、昔風の『太平記』のような体裁で印刷したという。

## 書誌情報
- 福澤諭吉『文明論之概略』（初版）福澤氏蔵版、1875年8月20日。NDLJP:993899。 - 初版半紙判青表紙6冊本。
  - 福澤諭吉『文明論之概略』（2版）福澤氏蔵版、1877年。 - 洋紙四六判活版刷、本文414頁、誤植訂正表2頁、1冊本。
- 福澤諭吉「文明論之概略」『福澤全集』 第3巻、時事新報社、1898年3月5日。NDLJP:898729/192。
- 福澤諭吉 著「文明論之概略」、石河幹明 編『福澤全集』 第4巻、國民圖書、1925年12月24日、1-262頁。NDLJP:979054/14。
- 福澤諭吉『文明論之概略』石河幹明 解題（初版第1刷）、岩波書店〈岩波文庫 763-764〉、1931年6月20日。NDLJP:1278790。
  - 福沢諭吉『文明論之概略』津田左右吉 解題、富田正文 後記（第18刷）、岩波書店〈岩波文庫〉、1962年。NDLJP:2985820。 - 福澤 (1951)を底本とした新訂改版。
  - 福沢諭吉『文明論之概略』松沢弘陽 校注（新版）、岩波書店〈岩波文庫〉、1995年3月16日。ISBN 4-00-331021-7。 - 福沢 (1981)に準拠した新板。
  - 福沢諭吉『文明論之概略』松沢弘陽 校注、岩波書店〈ワイド版 岩波文庫〉、1997年9月16日。ISBN 4-00-007165-3。 - 福沢 (1995)のワイド版。
- 福澤諭吉「文明論之概略」『福澤諭吉選集』 第2巻、津田左右吉 解説、岩波書店、1951年9月1日、1-270頁。
- 福澤諭吉 著「文明論之概略」、富田正文、土橋俊一 編『福澤諭吉全集』 第4巻（再版）、岩波書店、1970年1月13日（原著1959年6月1日）、1-212頁。
- 福沢諭吉「文明論之概略」『福沢諭吉選集』 第4巻、神山四郎 解説、岩波書店、1981年5月25日、5-254頁。ISBN 4-00-100674-X。
- 福澤諭吉『福澤諭吉著作集 第4巻 文明論之概略』戸沢行夫 編・解説、慶應義塾大学出版会〈福澤諭吉著作集〉、2002年7月15日。ISBN 978-4-7664-0880-5。
  - 福澤諭吉『文明論之概略』戸沢行夫 編・解説（コンパクト版）、慶應義塾大学出版会、2009年5月30日。ISBN 978-4-7664-1624-4。 - 福澤 (2002)のコンパクト版（選書判）。

### 現代語訳
- 『文明論之概略 今も鳴る明治先覚者の警鐘 口訳評注』伊藤正雄 訳注、慶應通信、1972年。
  - 『文明論之概略 現代語訳』伊藤正雄 訳注、安西敏三 監修・解説、慶應義塾大学出版会、2010年9月。ISBN 978-4-7664-1744-9。 - 福沢 & 伊藤 (1972)の新版。
- 『現代語訳　文明論之概略』齋藤孝 訳・解説、筑摩書房〈ちくま文庫〉、2013年2月。ISBN 978-4-480-43038-0。 - 福沢 (1995)を底本に、福沢 & 伊藤 (2010)を参照した現代語訳。
- 『福沢諭吉「文明論之概略」 ビギナーズ 日本の思想』先崎彰容 現代語訳・解説、角川学芸出版〈角川ソフィア文庫〉、2017年9月。ISBN 978-4-04-400168-1。

## 翻訳
- 福泽谕吉 (1982年6月北京第3次印刷；1995年3月北京第6次印刷) (中国語). 文明论概略. 汉译世界学术名著丛书. 北京编译社译. 商务印书馆. ISBN 7100013038
- 福泽谕吉 (2001) (中国語). 福泽谕吉与文明论概略. 人之初名著导读丛书. 鲍成学 刘在平 编著. 中国少年儿童出版社. ISBN 7500755996
- Fukuzawa, Yukichi (2008-11-11) (英語). An Outline of a Theory of Civilization. David A. Dilworth, G. Cameron Hurst, III. Tokyo: Keio University Press. ISBN 978-4-7664-1560-5
- 福沢諭吉（후쿠자와 유키치） (2012-06-01) (韓国語). 福沢諭吉の文明論（후쿠자와 유키치의 문명론）. チョン・ミョンファン（정명환）訳. ギパラン社（기파랑 펴냄）. ISBN 9788965239314